# Wunderlist
Wunderlistとはクラウド型タスク管理アプリケーションで、スマートフォンやタブレット、コンピュータでタスクを管理することができる。基本無料だが、追加の協同作業機能が搭載されたWunderlist Pro（2013年4月公開）という有料版がある。2011年にベルリンのスタートアップ企業である6Wunderkinderが製作、2015年6月にマイクロソフトが買収した。2015年6月現在、ユーザー数は1,300万人以上いる。2020年5月6日、サービス停止。

## 機能
ユーザーが所持している携帯やデスクトップといった多種類の端末でタスクを管理するためのリストを作成することができるだけでなくこのようなリストを他のWunderlistユーザーと共有することも可能である。「詳細ビュー」を通して、ユーザーはタスクに期日（繰り返す期日含む）、リマインダー、担当者、サブタスク、コメント、ファイルやメモを加える事ができる。またタスクはハッシュタグで管理することもできる。ユーザーはタスクをカテゴライズするためにリストを増やしたり、タスク構成を管理するためにフォルダにタスク一覧を置くこともできる。さらに「Wunderlistにメールする」という機能を使ってme@wunderlist.comへ電子メールを送信したり転送したりすることで自身のWunderlistアカウントにタスクを追加することができる。「Add to Wunderlist」というブラウザと共有のエクステンションを使うことで、Chrome、Firefox、Safari、iOS、Androidを使ってウェブからWunderlistに追加することができる。
Wunderlist Proではタスク割り当てやファイルのアップロードサイズ、サブタスクの数（無料版では1つのタスクごとにサブタスクは25個まで）が無制限になる複数の追加機能を使用することができる。さらに選べる背景画像が10枚追加される。
2015年5月、Wunderlistはユーザーが他のアプリケーションでWunderlistに記録したタスクを作成し修正したり、通知を受け取ることを可能にするアプリケーションプログラミングインタフェースを公開した。

### プラットフォーム
ユーザーはダウンロード無しでウェブブラウザでWunderlistにサインインして使用することができる。また、Windows 7と8、Mac、Androidのスマートフォンとタブレット、iPhone、iPad、Kindle Fire、Chromebook、Windowsといった数多くの端末でダウンロードして使用することもできる。

### 組み込み
2014年10月、Wunderlistの他サービスへの初の組み込みとしてDropboxに組み込むことを発表した。ユーザーはWunderlistのタスクからDropboxのファイルにアクセスやリンクすることができる。数カ月後、カレンダーフィード機能がリリースされたが、この機能を使えばGoogleカレンダー、マイクロソフトのカレンダーサービス、アップルのカレンダーアプリケーション、Sunrise Calendarといった他のカレンダーサービスで終了していないタスクを表示させることができる。

## 歴史
2009年、Wunderlistのクリスティアン・レーバーは新しいToDoアプリケーションを開発するためにビジネスパートナー向けのソーシャルネットワークプラットフォームであるXINGを必要としていた。これにフランク・セレンが反応する形で、レーバーとセレンはWunderlistの初試作版を開発した。必要な資金はHigh-Tech Gründerfondsとe42 GmbHが投資した。2011年にWunderlistの初バージョンが公開された。当初、デスクトップPCやWindows、Linux、Mac OS XといったOS向けに開発されたプログラムだったが、その後2010年12月にiPhone対応アプリが公開し、またWunderlist HDの名称でiPadバージョンを公開した。2012年9月に従来のウェブ型アプリケーションだったWunderkitを終了し、Wunderlistの新しいバージョンを開発することを発表、12月にWunderlist 2の名称で公開した。
2013年9月にユーザー数が500万人以上になったと発表した。
2014年7月に、Wunderlist 3としてメジャーアップデートされリアルタイム同期が可能になった。2014年12月時点でユーザーが1,000万人を突破した。
2015年6月1日、マイクロソフトがWunderlistの開発元である6Wunderkinderを1億から2億USドル間の価格で買収したと発表した。
2020年5月6日、サービス停止。「Microsoft To Do」への移行が推奨されている。

## 受賞
2013年、Wunderlist for MacがApp of the Yearを受賞した。
2014年、Wunderlistは小米(Xiaomi)によるGolden Miを受賞、同社のBest Apps of 2014にも選出された、さらに"Google Play Editor's Choice"やGoogle Play's Best Apps of 2014、アップルのBest of 2014も受賞した。

## 投資
2010年12月、High-Tech Gründerfondsから500,000ユーロ（USドルで推定660,000ドル）投資を受けた。T-Ventureからもスタートアップで金額非公開ながら投資を受けた。2011年のシリーズAラウンドにて、アトミコから420万ドルの投資を、High-Tech Gründerfondsからも金額非公開ながら追加の投資を受けた。2012年5月、High-Tech Gründerfondsは6Wunderkinderの株をアーリーバード・ベンチャーキャピタルに売却した。2013年11月、セコイア・キャピタルが開催しアーリーバードとアトミコが参加したシリーズBラウンドで1,900万ドルを調達した。